# 弗朗索瓦絲·瑪麗·德·波旁
弗朗索瓦絲·瑪麗·德·波旁（法語：Françoise Marie de Bourbon，1677年5月4日—1749年2月1日），是法兰西国王路易十四和情妇蒙特斯潘侯爵夫人的幼女。婚前，她在宫中被称为布莱伊斯女士（Mademoiselle de Blois）。
1673年，路易十四正當化他和蒙特斯潘侯爵夫人的私生子女，她的哥哥都被封为公爵。她的母亲后来被牵连在投毒事件而慢慢地失寵，最终在1691年离宫。
1692年，弗朗索瓦絲和她父亲的侄子奥尔良公爵菲利普在凡尔赛宫结婚。她的婚姻引来姐姐路易絲的妒忌—路易十四给弗朗索瓦絲的嫁妆更多，而奥尔良公爵的地位也比路易絲丈夫孔代亲王的地位更加显赫。
虽然两人的婚姻生活并不愉快，她先后诞下八名孩子。透过他们，弗朗索瓦絲的后代包括今天的西班牙、意大利和比利时王室成員。